# Hirth Motoren
Hirth Motoren és una empresa alemanya de fabricació de motors aeronàutics a Benningen, Alemanya.

## Història
Hirth Motoren GmbH va ser una empresa que s'ocupava de la fabricació de motors de pistó per a l'aviació. L'empresa fou fundada per Hellmuth Hirth a Stuttgart el 1927. Després de la mort de Hirth en un accident d'avió el 1938, el Reichsluftfahrtministerium va nacionalitzar la companyia. Al voltant del mateix temps, Ernst Heinkel estava desenvolupant motors de reacció dissenyats per Hans von Ohain. Com que Heinkel no tenia els coneixements necessaris per a la producció massiva de motors d'avió, el RLM va ordenar la incorporació de Hirth a Heinkel, donant lloc a Heinkel-Hirth a finals de 1941. La producció de motors de pistó va continuar, al costat del desenvolupament dels motors de reacció de von Ohain, que, però, per diverses raons, no van arribar a la producció en sèrie.
Després de la Segona Guerra Mundial, aquesta fusió es va dissoldre i Hirth va tornar a ser independent, traslladant-se a Benningen am Neckar, Baden-Württemberg. A causa de les prohibicions de l'aviació alemanya durant l'ocupació aliada, Hirth va fabricar petits motors estacionaris, així com motors per a motos de neu. Finalment, Hirth va tornar a la fabricació de motors d'avions el 1965, però el 1974 va passar a liquidació voluntària. L'empresa va ser adquirida per Hans Göbler, que la va retornar a la fabricació de petits motors de dos temps. El 2016, la companyia va ser presa pel grup xinès DEA General Aviation. Després de la fallida del 2018, l'empresa es va vendre al fabricant de drons suís-suec UMS Skeldar.
Els inicis de l'aviació ultralleugera a la dècada de 1980 van crear una altra oportunitat per tornar a entrar al mercat original de Hirth, i la companyia ha estat un creador notable de motors per a aquests avions des de llavors.